# Baroota Reservoir
Baroota Reservoir är en reservoar i Australien. Den ligger i delstaten South Australia, omkring 230 kilometer norr om delstatshuvudstaden Adelaide. Baroota Reservoir ligger 107 meter över havet. Arean är 0,13 kvadratkilometer. Den sträcker sig 0,6 kilometer i nord-sydlig riktning, och 0,4 kilometer i öst-västlig riktning.
Trakten runt Baroota Reservoir består till största delen av jordbruksmark. Trakten runt Baroota Reservoir är nära nog obefolkad, med mindre än två invånare per kvadratkilometer. Stäppklimat råder i trakten. Genomsnittlig årsnederbörd är 407 millimeter. Den regnigaste månaden är maj, med i genomsnitt 62 mm nederbörd, och den torraste är oktober, med 9 mm nederbörd.